# Sól

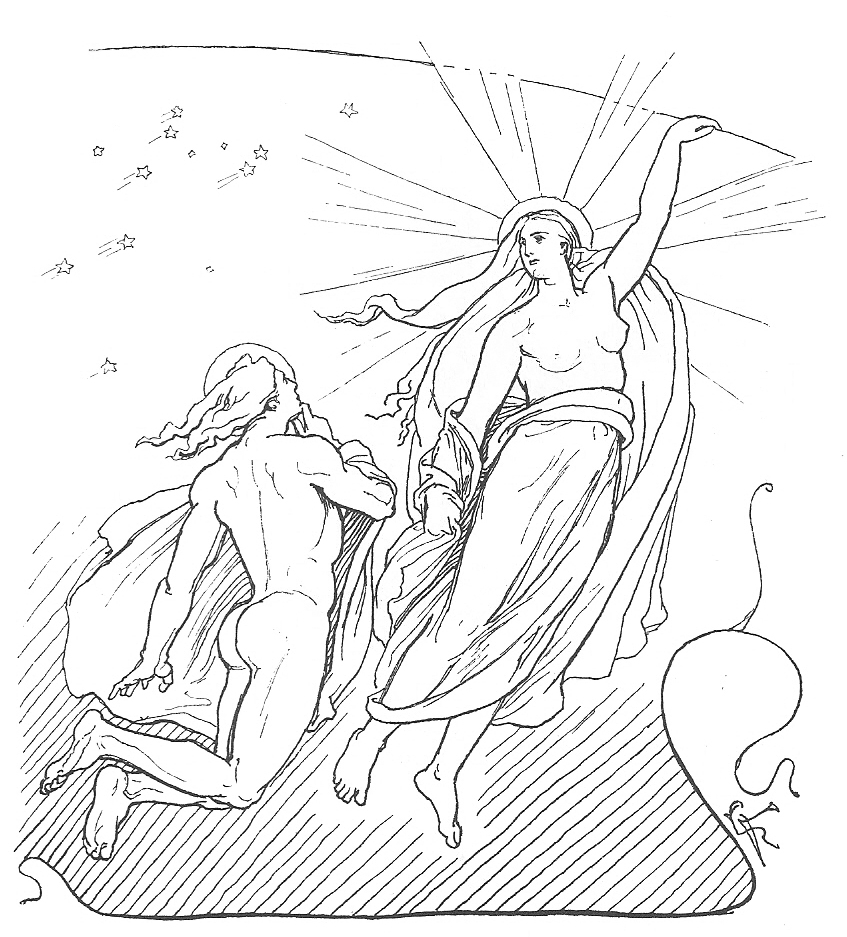
Dibuix de Mani i Sól (1895), per Lorenz Frølich

Sól (en nòrdic antic: Sól) o Sunna (antic alt alemany: Sunna, que constitueix l'origen del mot Sol per a les llengües germàniques) és la deïtat solar personificada de la mitologia germànica. Un dels dos Encanteris de Merseburg, escrit al segle IX o X dC en antic alt alemany, dona fe que Sunna és la germana de Sinthgunt. En la mitologia nòrdica, Sól es testifica en l'Edda poètica, compilada al segle xiii a partir de fonts tradicionals anteriors, i en l'Edda prosaica, escrita al segle xiii per Snorri Sturluson.
Tant en l'Edda poètica com en l'Edda prosaica se la descriu com la germana de la lluna personificada, Mani, és la filla de Mundilfari, és de vegades referida com Alfrodull, i es va predir que seria assassinada per un llop monstruós, Fenri, un dels fills de Loki, durant els esdeveniments del Ragnaroc, encara que prèviament hauria donat a llum una filla, que seguiria el curs de la seva mare a través dels cels. En l'Edda prosaica se la descriu, a més, com la dona de Glenr. Com a nom propi Sól apareix al llarg de la literatura nòrdica antiga. Els estudiosos han escrit teories sobre el desenvolupament de la dea durant l'edat de bronze nòrdica i les seves arrels en la llengua dels protoindoeuropeus.

## Cura del cavall,Encanteris de Merseburg

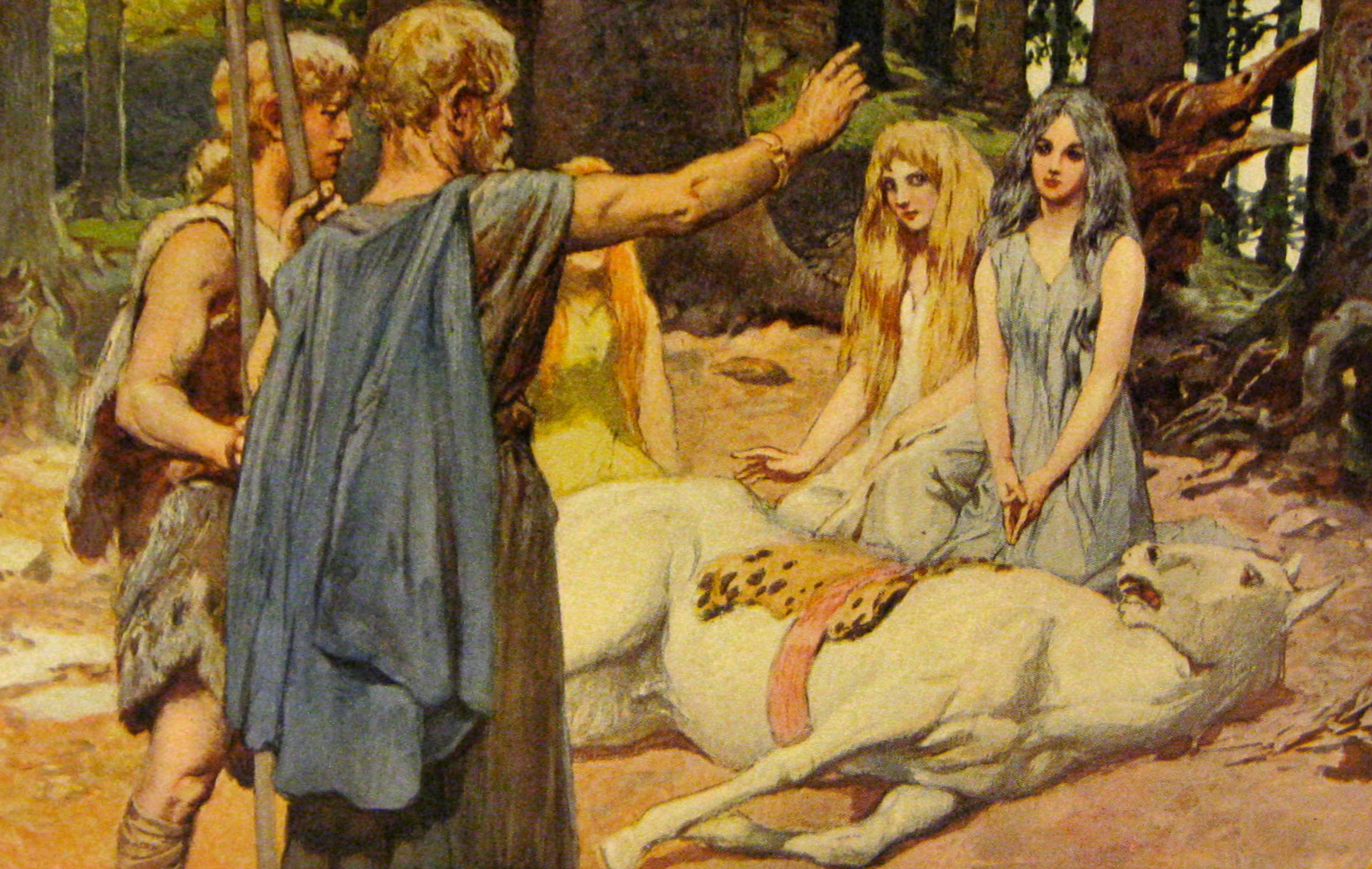
Wodan cura el cavall de Baldre (1905), per Emil Doepler

Un dels dos Encanteris de Merseburg (la Cura del cavall), escrits en Antic alt alemany, esmenta Sunna, que es descriu com una germana de Sinthgunt. En l'encantament es descriu com Phol i Wodan cavalquen fins a un bosc i allà el poltre de Baldre pateix un esquinç al peu. Sinthgunt canta els seus encanteris amb la seva germana Sunna, juntament amb Friga i la seva germana Ful·la, i finalment Wodan, seguit d'un vers que descriu la curació de l'os del poltre.

## Documents nòrdics

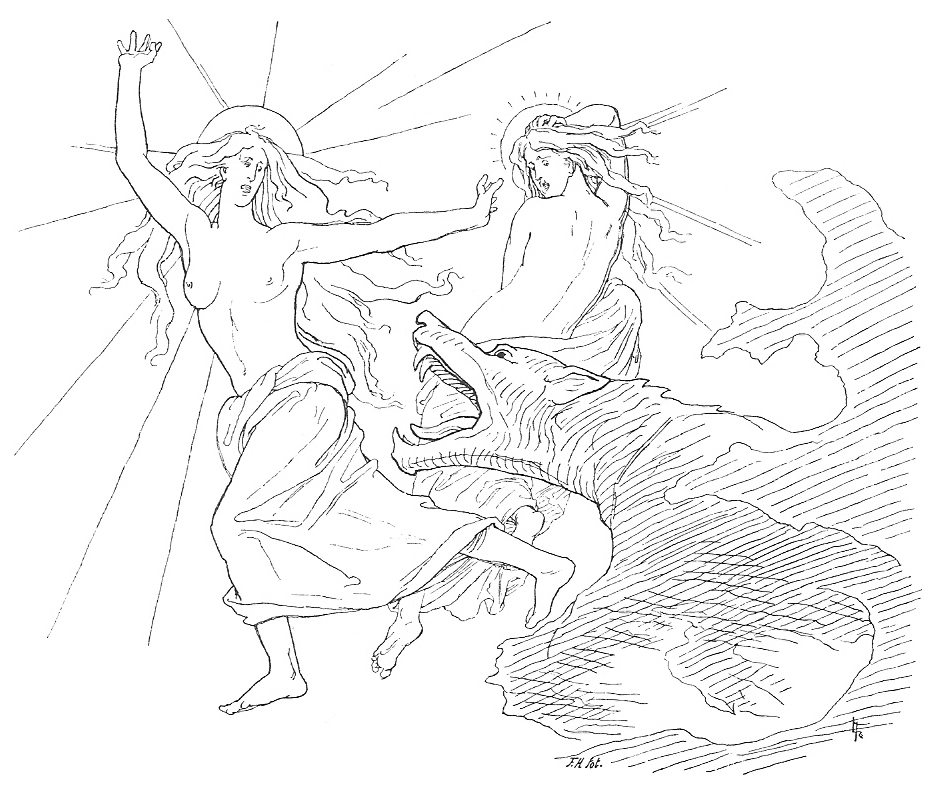
Sól és atacada pel llop Fenri durant el Ragnaroc, la seva filla fuig (1895), Lorenz Frølich

### Edda poètica

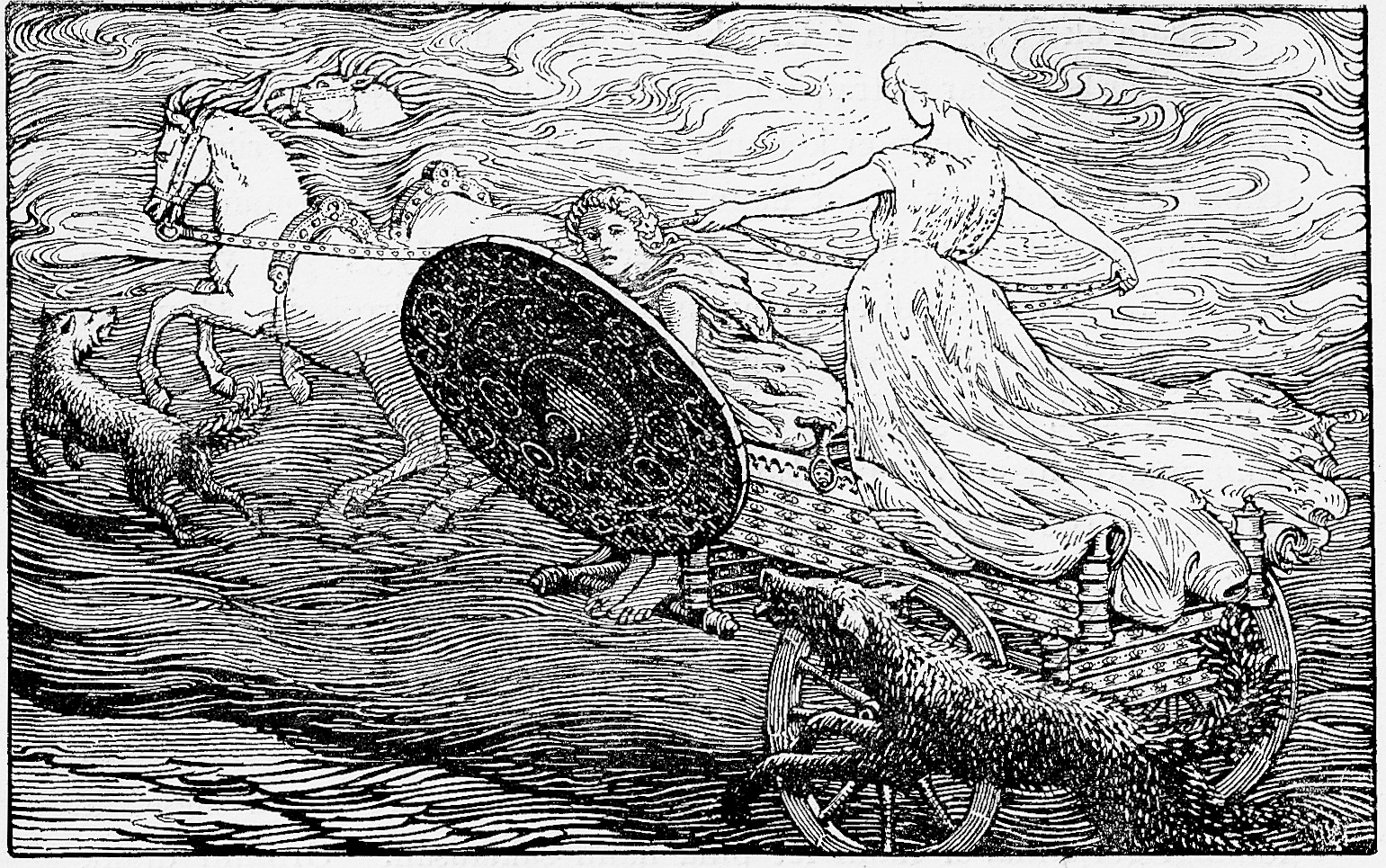
El carro del sol és perseguit per llops (1908), per W. G. Collingwood

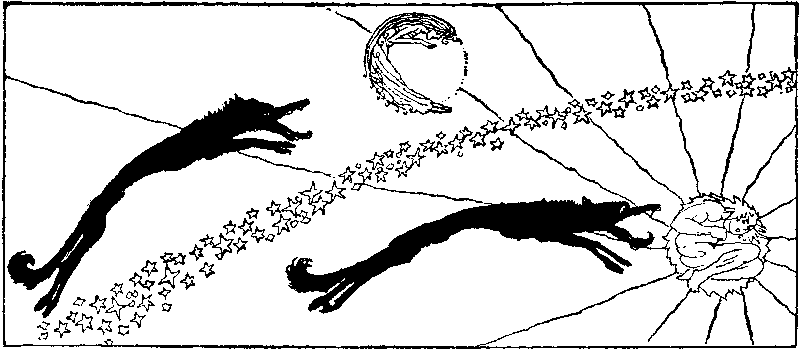
Fa temps, molt lluny (1920), Willy Pogany

En el poema Völuspá, una volva relata la història de l'univers i prediu el futur al déu Odin disfressat. D'aquesta manera, la volva narra els primers dies de l'univers, en els quals:

| Traducció de Benjamin Thorpe: Sol del sud, la companya de lluna, Amb la mà dreta cavalca sobre els cavalls celestials. Sol no sap on tenia el seu hogar, Lluna no sap el poder que posseïa, Les estrelles no saben on són les seves parades. | Traducció de Henry Adams Bellows: Sol, la germana de la lluna, des del sud La seva mà dreta està sobre la vora del cel; Cap coneixement tenia d'on ha de ser la seva casa, La lluna no sabia del seu poder, Les estrelles no sabien on eren les seves estacions. |  |

En el poema Vafþrúðnismál, el déu Odin pregunta a l'ètun Vaftrudni sobre l'origen del sol i la lluna. Vaftrudni respon que Mundilfari és el pare de tots dos, Sól i Mani, i que han de passar a través dels cels cada dia per comptar els anys per a l'ésser humà:

| L'alt Mundilfæri, el pare de la lluna I també el del sol; Cada jorn han de viatjar per la volta celestial, Per explicar els anys als homes. | "Mundilferi és el que va engendrar la lluna, I el sol ardent; La ronda del cel tots els dies corren, Per explicar el temps als homes." |  |

En una estrofa del Vafþrúðnismál, Odin demana a Vaftrudni des d'on vindrà un altre sol quan Fenri s'hagi empassat el sol actual. Vaftrudni respon amb una altra estrofa, indicant que abans que Alfrodull (Sól) sigui atacada per Fenri, donarà a llum una filla que cavalcarà els camins de la seva mare després dels esdeveniments del Ragnaroc.
En una estrofa del poema Grímnismál, Odin diu que davant el sol (d'ara endavant, "la dea brillant») hi ha un escut anomenat Svalinn, i si l'escut caigués de la seva posició frontal, la muntanya i el mar «es cremarien». En l'estrofa 39, Odin (disfressat de Grímnir) diu que el sol i la lluna són perseguits a través dels cels pels llops i Sól, coneguda com la «núvia brillant» dels cels, és perseguida per Escol, mentre que la lluna, Mani, és perseguida per Hati Hróðvitnisson.
En el poema Alvíssmál, el déu Thor pregunta a la nana Alvíss sobre el sol, preguntant-li com és anomenada en cada un dels mons. Alvíss respon que es diu sol per la humanitat, alba pels déus, enganyadora de Dvalinn pels nans, Sempreresplendent pels jötnar, la bella roda pels elfs, i totbrillant pels "fills dels ansos».

### Edda prosaica
En l'Edda prosaica es fa referència a Sól al llibre Gylfaginning, la qual s'introdueix en el capítol 8, en una cita del vers 5 de Völuspá. En el capítol 11 del Gylfaginning, Gangleri (descrit com el rei Gylfi disfressat) demana a la figura entronitzada de l'Alt com són el sol i la lluna. L'Alt descriu que Sól és un dels dos fills de Mundilfari i afirma que els nens eren tan bells que van ser nomenats després del sol (Sól) i la lluna (Mani). Sól, a més, ha sigut casada per ordre de Mundilfari amb un home anomenat Glenr.
L'Alt diu que els déus estaven "enfadats per aquesta arrogància» i que els déus tenien ambdós col·locats als cels. Allà van fer als nens cavalcar els cavalls Àrvac i Àlsvid, que porten el carro del sol. L'Alt diu que els déus havien creat el carro per il·luminar els mons amb brases volant des del món de foc de Muspelheim. Per refredar els cavalls, els déus van posar dues manxes sota les seves espatlles, i «d'acord amb la mateixa tradició» aquests arreus es diuen Ísarnkol.
En el capítol 12 del Gylfaginning, diu Gangleri a l'Alt que Sól es mou ràpidament, gairebé com si s'estigués movent així perquè tem alguna cosa i que no pot anar més ràpidament, fins i tot si tingués por de la seva pròpia mort. L'Alt respon que "no és estrany que ella es mogui a tal velocitat. El seu perseguidor s'acosta i no hi ha escapament per a ella excepte a córrer.» Gangleri pregunta qui la persegueix, a la qual cosa respon l'Alt que dos llops donen caça a Sól i Mani. El primer llop, Escol, persegueix Sól, i malgrat la seva por, Escol finalment la captura. Hati Hróðvitnisson, el segon llop, corre per davant de Sól per perseguir Mani, que Hati Hróðvitnisson també caçarà. En el capítol 35, l'estat de Sól com una dea és declarat per l'Alt, juntament amb Bil.
En el capítol 53, l'Alt diu que després dels esdeveniments de Ragnaroc, el llegat de Sól serà seguit per una filla que no és menys bella que ella i seguirà el camí que un cop va cavalcar, i com a reforç cita Vafþrúðnismál al vers 47.
En l'Edda prosaica, en el llibre Skáldskaparmál, Sól es presenta per primera vegada en el capítol 93, en què els kennings "filla de Mundilfæri», «germana de Mani», «dona de Glenr», «foc del cel i l'aire» es donen per a ella, seguits d'un fragment d'una obra del segle xi, de l'escalda Skúli Þórsteinsson:

Deessa-alegre, companya de llit de Glen,
Avança cap al seu diví santuari
Amb brillantor; i després descendeix la bona
Llum de la lluna vestida de gris

En el capítol 56 es donen noms addicionals per a Sól, "estel del matí», «disc», «sempre brillant», «vista tota-brillant», «bella roda», «gràcia-brillant», «joguina de Dvalinn», «disc-elf», «disc-dubtós», i «acolorida». En el capítol 58, arran d'una llista de cavalls, els cavalls Arvakr i Alsviðr apareixen com dibuixant el sol i, en el capítol 75, Sól es va tornar a incloure en una llista de les dees.

## Teories

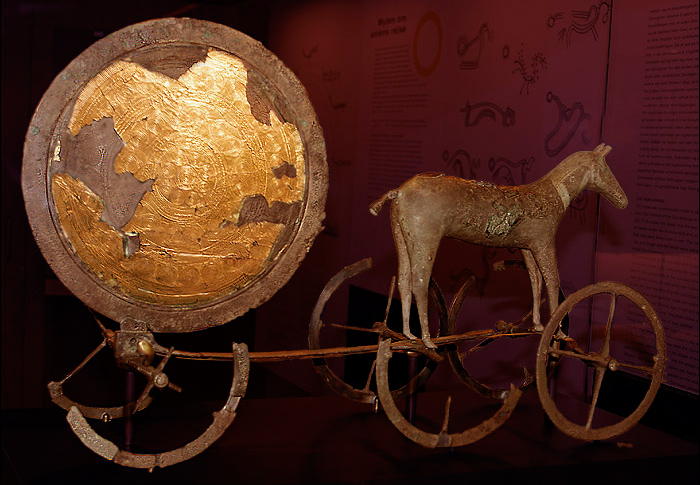
El carro del sol de Trundholm, originari de l'edat de bronze nòrdica i descobert a Dinamarca

Els estudiosos han proposat que Sól, com a dea, pot representar una extensió d'una deïtat anterior dels protoindoeuropeus a causa de les connexions lingüístiques indoeuropees entre el nòrdic Sól, el sànscrit Surya, el gal Sulis, el lituà Saule, i l'eslau Tsar Solnitse'.
Respecte a les personificacions de Sól en la mitologia nòrdica, John Lindow afirma que "kennings com «sala del sol» per al cel no poden suggerir personificació, ateses les regles de formació de kennings», perquè en la poesia només estrofes associades amb Sól en el poema Vafþrúðnismál són segures de la seva personificació com a dea, i «que Sól és femenina i Mani masculí; probablement té a veure amb el gènere gramatical dels substantius: Sól és femení i Mani és masculí». Lindow comenta que, encara que el sol sembla haver estat un focus de les pràctiques religioses dels antics escandinaus, és difícil dir que el sol tingués un paper central, segons les fonts supervivents de la mitologia nòrdica.
Rudolf Simek afirma que a l'edat de bronze nòrdica hi ha troballes arqueològiques, com pintures rupestres i el carro solar de Trundholm, que proporcionen una àmplia evidència que el sol devia haver estat vist com un cos celeste que dona vida a l'edat del bronze escandinava, i que és probable que rebés una gran veneració. Simek diu que l'única evidència que el sol assumís una personificació deriva dels Encantaments de l'antic alt alemany i les referències dels poemes de l'Edda poètica, i que aquestes dues referències no proporcionen informació suficient per declarar un culte solar germànic. D'altra banda, Simek postula que "la gran època del concepte és evident» per la carrossa del sol de Trundholm, que dona suport específicament a la noció que el sol està dibuixat al cel per cavalls. Simek teoritza, a més, que la combinació de símbols del sol amb els vaixells en pràctiques religioses, que es produeixen amb freqüència a l'edat de bronze fins a l'edat mitjana, sembla derivar de les pràctiques religioses que envolten un déu de la fertilitat (com els vanis Niord o Freire), i no d'un sol personificat.